# VPRO
Omroepvereniging VPRO is een Nederlandse publieke omroeporganisatie die opgericht werd op 29 mei 1926.

## Geschiedenis
In 1870 ontstond de Nederlandse Protestanten Bond (NPB), een (kerk)genootschap van vrijzinnig protestanten. Vanuit dit NPB kwam de Centrale Commissie voor het Vrijzinnig Protestantisme voort, die in 1926 de aanzet gaf tot de oprichting van de Vrijzinnig Protestantse Radio Omroep (V.P.R.O.). Vooral in de beginjaren had de omroep het moeilijk omdat ze als laatste opgericht van de oorspronkelijke omroepen niet veel zendtijd kreeg en regelmatig moest wisselen van zender. Pas na het zendtijdbesluit van 1930 kreeg de omroep een vaste plaats in het Hilversums bestel met vooral uitzendingen van kerkdiensten en cultuurprogramma's. Grote namen in de beginjaren waren Everhard Spelberg en Nicolette Bruining, die dertig jaar voorzitter was.
Op 9 maart 1941 werd de VPRO in het kader van de gelijkschakeling ontbonden en vervangen door de Nederlandsche Omroep (NO). Tot eind 1941 maakte het Vrijzinnig Protestantsch Kerkcomité (VPK), als rechtsopvolger van de VPRO, programma's in de zendtijd van de NO. Na de bevrijding poogde de overheid 1 nationale omroep te formeren, maar dat mislukte. Vanaf begin 1947 was de VPRO weer in de ether.
Aan het einde van de jaren zestig vond een cultuuromslag plaats: een nieuwe generatie programmamakers kon de ledenvergadering overtuigen om de statuten te wijzigen zodat de dominees aan het roer werden vervangen door vertegenwoordigers van de flowerpowergeneratie. Hierna maakte de omroep naam met baanbrekende, vernieuwende, en op een heel eigen wijze, vrijzinnige programma's. De naam V.P.R.O. werd gewijzigd in VPRO om aan te geven dat de oorspronkelijke betekenis van de letters definitief was losgelaten. Vandaag is de statutaire naam Omroepvereniging VPRO.

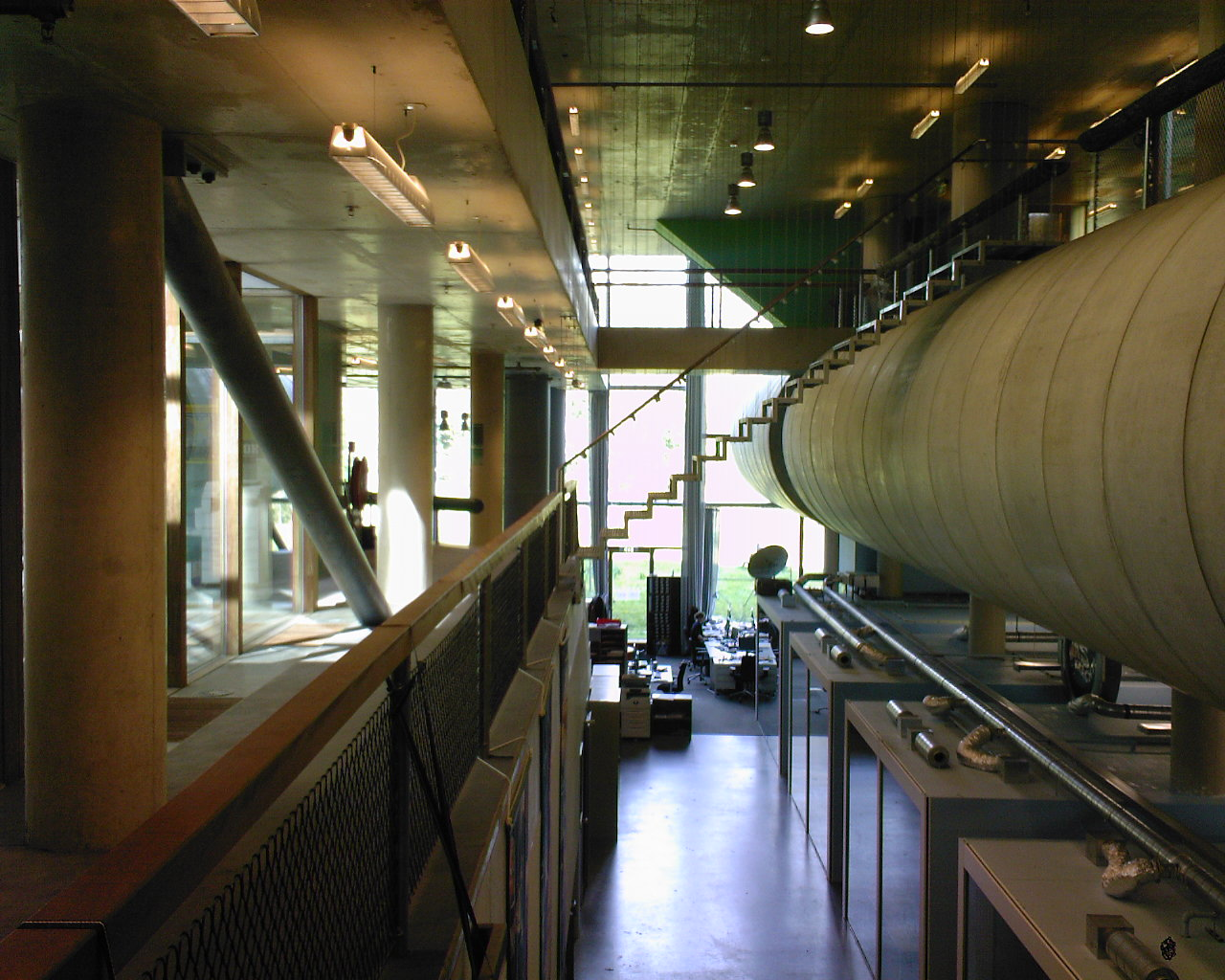
Binnenkant Villa VPRO

Sinds 1998 is de VPRO gehuisvest op het Hilversumse Media Park in Villa VPRO, een eigenzinnig vormgegeven kantoorpand ontworpen door het Rotterdamse architectenbureau MVRDV, dat een verzameling van elf door Hilversum verspreide villa's vervangt.
Sinds begin 2011 is ook de Humanistische Omroep gehuisvest in Villa VPRO en in 2012 kwam de Boeddhistische Omroep Stichting (BOS) erbij. De VPRO deelt een aantal voorzieningen zoals het restaurant, de receptie en huishoudelijke zaken met BNNVARA en de NTR, wier gezamenlijke gebouw via het Net 3-gebouw met Villa VPRO is verbonden.

### Radio
De VPRO-radio is sinds de 'revolutie van de jaren zestig' tot eind jaren negentig, onder bescherming van zijn toenmalige directeur Jan Haasbroek ontwikkeld en uitgegroeid tot het meest opmerkelijke instituut van de Nederlandse radio. Wim Noordhoek en Jan Donkers waren de eersten die aandacht besteedden aan alternatieve muziek, onder andere in de Joe Blow Show.
Toonaangevend was daarbij het totaalprogramma Het Gebouw. Vanuit een van de zogenaamde 'VPRO-villa's' aan de 's Gravelandseweg te Hilversum, waar de VPRO gevestigd was, werd onder leiding van Peter Flik en Ronald van den Boogaard, en van commentaar voorzien door 'de stem van de VPRO' Cor Galis, van 1984 tot 1993, vanuit Het Gebouw elke week van 7 uur 's morgens tot 3 uur 's middags het gelijknamige 'totaal-programma' voor het grootste gedeelte 'live' uitgezonden.
Ten tijde van de verticale programmering op de radio in het publieke omroepbestel van de jaren 80 had de omroep op de zender Hilversum 3 vaste uitzendtijd op de vrijdagavond en sinds oktober 1984 de woensdagmiddag en avond.
De VPRO zendt uit op NPO Radio 1, NPO 3FM, NPO Radio 4 en NPO Radio 2 Soul & Jazz.

### Televisie
In de jaren zeventig werd de omroep bekend door de programma's Het Gat van Nederland van onder anderen Hans Keller, Jaap Drupsteen, Frank Wiering, Theo Uittenbogaard, Hans Verhagen, de De Fred Haché Show van onder anderen Wim T. Schippers, Gied Jaspars, Berichten uit de Samenleving van onder anderen Ad 's-Gravesande, Rob Klaasman, Machiavelli van onder anderen Jan Blokker, Frank Wiering, en documentaires van onder anderen Cherry Duyns, Netty Rosenfeld en Ruud van Hemert. Televisiedirecteur Arie Kleijwegt verdedigde in die jaren de zogeheten 'autonomie van de programmamakers' vurig tegen een ten dele vijandige buitenwereld van omroepbestuurders en overheden, die het vrijzinnig gebruik van het medium verfoeiden.
In 1984 kreeg de VPRO zijn B-status en werd het aantal uren uitzendtijd flink uitgebreid. Hierop besloot men om programma's voor kinderen te maken, een doelgroep waaraan volgens hen door de andere omroepen te weinig aandacht werd besteed. Op 7 oktober van dat jaar begon de VPRO met een kinderblok waarvoor door de jaren heen verschillende namen gebruikt zouden gaan worden. Enkele jaren nadat het kinderblok verschoven was naar de zondagmorgen ontstond de naam Villa Achterwerk. De naam is ontleend aan de kinderrubriek van de VPRO-gids, op de achterkant van het programmablad. De achterkant van de gids kreeg al snel de naam Achterwerk. Jonge mensen die opgroeiden met Villa Achterwerk werden zelf televisiemakers en tot 2005 was VPRO Jeugd een grote afdeling met een eigen budget tot de oprichting van Zapp. Andere bekende namen van televisieprogramma's zijn Toscane en Zaai. De ledenwerfactie Stop de verloedering – Stem VPRO, een initiatief van Boudewijn Paans, bezorgde de VPRO in 1991 de A-status.
Ook werd de VPRO de omroep van het Simplisties Verbond van Kees van Kooten en Wim de Bie, BG-TV van onder anderen Emile Fallaux en Jan Eilander, en Diogenes van onder anderen Jan Blokker, Roel van Broekhoven en Hans Fels; in de jaren negentig van DNW/De Nieuwe Wereld van onder anderen George Brugmans en Frank Wiering, Noorderlicht; Theo en Thea van Arjan Ederveen en Tosca Niterink; Hertenkamp, Jiskefet, Tegenlicht en R.A.M.. Meer recente programma's zijn onder andere De avondshow met Arjen Lubach, De wereld van de Chinezen met Ruben Terlou, VPRO Tegenlicht, Zomergasten, 100 Dagen voor de Klas en 100 dagen in je hoofd met Tim den Besten en Nicolaas Veul, Buitenhof, Hoofdzaken, Onze man bij de Taliban met Thomas Erdbrink en De Sekszusjes met Krista Arriëns en Marcelle Arriëns.

### Popmuziek
Sinds de cultuuromslag van eind jaren zestig heeft de VPRO steeds een belangrijke rol gespeeld in de doorbraak van vele onderstromen in de popmuziek zoals aanvankelijk beatmuziek, maar later ook reggae, punk, new wave, hiphop, house en grunge. Dit gebeurde vooral op de radio en de VPRO heeft een reputatie opgebouwd in het uitnodigen van onbekende of doorbrekende bands; ook vond er een langdurige samenwerking met dj John Peel plaats, en werden er soms platen uitgebracht.
Op de televisie was Bram van Splunteren jarenlang een toonaangevende programmamaker bij de VPRO. In de periode van 1986 tot 1988 maakte hij zes rockdocumentaires voor de VPRO over onder andere The Red Hot Chili Peppers en de legendarische hiphop-documentaire Big Fun in the Big Town (1986). Hij was bedenker en eindredacteur van programma's als Onrust!, Lolapaloeza, Lolamoviola, Lola da Musica en Stardust.
De VPRO was in september 1994 een van de eerste omroepen die sterk op het internet vertegenwoordigd waren en uitzendingen online beschikbaar stelden. Uit onvrede met het beleid van 3FM werd 3voor12 opgericht, feitelijk het eerste themakanaal van de publieke omroep. In 2009 begon de VPRO ook als eerste enkele uitzendingen voor vrij gebruik onder een Creative Commons-licentie als download aan te bieden.

## Logo

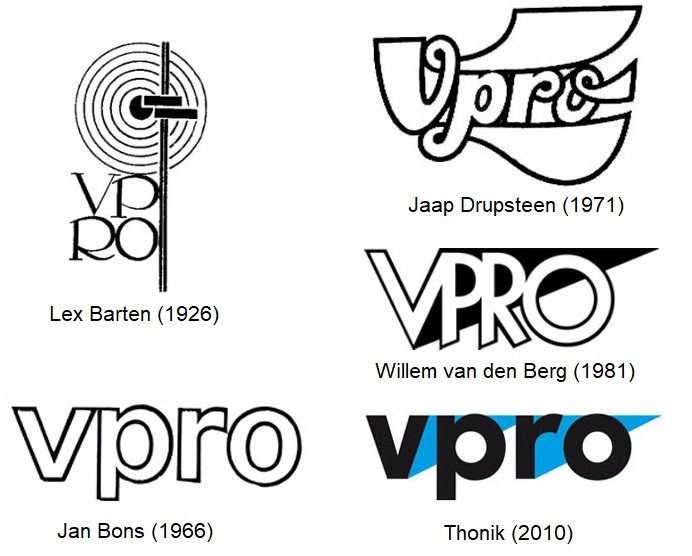
Een overzicht van door de VPRO gebruikte beeldmerken door de jaren heen

- Lex Barten ontwierp in 1926 het eerste logo voor de VPRO: de vier letters als twee paren onder elkaar met een zendmast en ronde zendstralen.
- Jan Bons ontwierp in 1966 een logo met een op helvetica-letters gebaseerd bescheiden woordmerk.
- In 1971 ontwierp Jaap Drupsteen het volgende logo voor de VPRO: een Amerikaans aandoend vignet met grote sierlijke letters in zachte vormen, geïnspireerd op het Coca-Cola-logo.
- Na tien jaar was het Willem van den Berg die als tegenreactie op het voorgaande logo in 1981 een beeldmerk creëerde met vlijmscherpe letters op een net zo scherpe V-schaduw. Dit logo was 28 jaar in gebruik.
- Op 24 augustus 2010 introduceerde de VPRO zijn huidige vormgeving. Ontwerpbureau Thonik, dat het ontwerp voor zijn rekening nam, gaf het logo daarnaast talloze verschijningsvormen mee. In 2019 vernieuwde ze hun tien jaar oude logo tot wat het nu is.

## Voorzitters

### Algemeen
- 1926-1956: Nicolette Bruining
- 1969-1971: Jan Kassies
- 1971-1973: Huub Penders
- 1973-1976: Fenna van den Burg
- 1976-1980: Tom Laus
- 1980-1987: Michel Jager
- 1987-1989: Sybren Piersma
- 1989-1990: Ine van Hoorn
- 1990-1996: Arend Jan Heerma van Voss
- 1996-2002: Sybren Piersma
- 2003-2009: Peter van Lieshout
- 2009-2012: Robbert Dijkgraaf
- 2012-2016: Kick van der Pol
- 2016- 2024: Marise Voskens
- 2024-heden: Bernt Schneiders

### Televisie
- 1955-1964: Jan van Nieuwenhuyzen

## Trivia

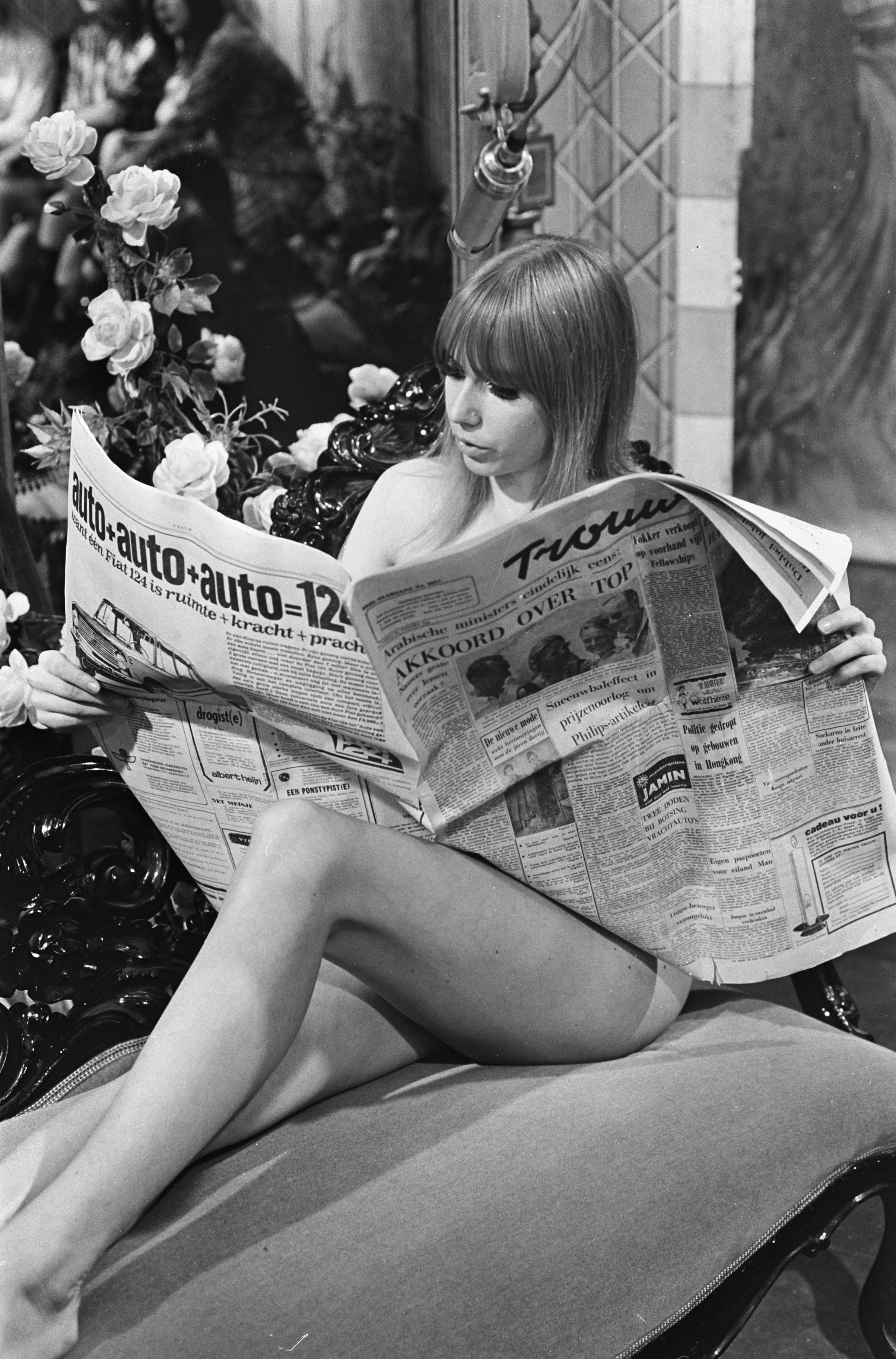
Phil Bloom leest Trouw

- De VPRO gebruikte op Radio 3 (tegenwoordig NPO 3FM) een herkenbaar geluidsfragment om aan te kondigen dat het tijd was voor hun zendtijd, een zogenaamde leader. Dit fragment kwam uit het nummer Here is the News van Electric Light Orchestra (ELO) en deed later ook op televisie zijn intrede. Het wordt nog altijd gebruikt als zogenaamde signature, de aankondiging én afsluiting van VPRO-programma's op televisie.
- Als afsluiter op de televisie werd lange tijd een stuk van Jakob Klaasse gebruikt; dit stuk werd ingefloten door kunstfluiter Jan Tromp.
- Op 22 september 1967 werd de tweede aflevering van het programma Hoepla uitgezonden.[2] Het 21-jarige model Phil Bloom las naakt een stukje voor uit het dagblad Trouw.[3][4] Daarna liet zij de krant zakken en waren de eerste blote borsten op de Nederlandse televisie een feit.
- Van 1974 tot 1997 was Cor Galis 'de stem van de VPRO'. Hij deed de aankondiging van vele radioprogramma's. Door zijn karakteristieke stemgeluid konden luisteraars het betreffende programma onmiddellijk als een VPRO-programma herkennen.